# The Best of Morphine: 1992-1995
The Best Of Morphine, 1992-1995 è un greatest hits postumo pubblicato dai Morphine, distribuito dalla Rykodisc nel 2003.
La raccolta diventa così una cronaca dettagliata dei primi album della band: Good, Cure for Pain, Yes e B-Sides and Otherwise.

## Descrizione
Include due tracce inedite: “Pretty Face”, una ballata dark registrata al primo colpo negli studi della band a Cambridge e “Jack And Tina”, descritta dal batterista Billy Conway come “la più bella canzone mai scritta da Mark Sandman”.
Il lato B del vinile (ne furono stampate solo 1 000 copie) di “Cure For Pain” includeva “Sexy Christmas Baby Mine” (1993) ruota attorno alle avventure della storia musicale della band. Il CD contiene il video della canzone “Shame”, registrato al Masquerade in Atlanta.
In Europa l'album è stato pubblicamente semplicemente come The Best Of Morphine e include due canzoni da The Night. Nella versione americana non sono state pubblicate in quanto The Night è stato pubblicato dalla DreamWorks e non dalla Rykodisc nel nord America.
In Europa il problema non sussiste in quanto tutti gli album sono stati pubblicati dalla Rykodisc, rendendo così possibile un'antologia completa ed esaustiva.

## Tracce

### USA
1. Buena (da Cure for Pain)
2. Honey White (da Yes)
3. You Speak My Language (da Good)
4. Cure For Pain (da Cure For Pain)
5. Candy (da Cure For Pain)
6. Have A Lucky Day (da Good)
7. I'm Free Now (da Cure For Pain)
8. Thursday (da Cure For Pain)
9. Super Sex (da Yes)
10. Whisper (da Yes)
11. Radar (da Yes)
12. You Look Like Rain (da Good)
13. Jack And Tina (inedita)
14. Pretty Face (inedita)
15. Shame (da B-Sides and Otherwise)
16. Sexy Christmas Baby Mine (inedita)

### Europea
1. Have A Lucky Day (da Good)
2. You Look Like Rain (da Good)
3. You Speak My Language (da Good)
4. Thursday (da Cure for Pain)
5. Buena (da Cure For Pain)
6. Cure For Pain (da Cure For Pain)
7. Honey White (da Yes)
8. Super Sex (da Yes)
9. Whisper (da Yes)
10. Eleven O'Clock (da Like Swimming)
11. Top Floor, Bottom Buzzer (da The Night)
12. The Night (da The Night)
13. Jack And Tina (inedita)
14. Pretty Face (inedita)
15. Shame (da B-Sides and Otherwise)
16. Sexy Christmas Baby Mine (inedita)